# 스타필드 (쇼핑 센터)
스타필드(영어: Starfield)는 신세계그룹의 자회사인 신세계프라퍼티가 운영하는 대한민국의 복합 쇼핑몰 체인이다.
이마트 트레이더스 팀 소속으로, 스타필드와 스타필드 시티가 운영 중이다.
온라인 쇼핑몰에도 빼앗겼던 쇼핑 인구를 다시 끌어들이고자 체험형 전문매장으로 변신하고 있는 대한민국 쇼핑몰의 트렌드를 반영하여 신세계 그룹이 시작한 복합 쇼핑몰 체인이다. 대한민국의 유통산업을 주도했던 백화점의 시대는 저물고 있는 상황이다. 기존에 공급자 중심으로 단순히 진열된 상품을 구매하던 백화점 등의 공간에서 소비자 트렌드 변화를 관찰 할 수 있는 체험형 특화 매장으로 트렌드가 변화했다. 복합 쇼핑몰은 차세대 성장동력으로 주목받고 있으며 다양한 실험이 진행되고 있다.

## 스타필드
2016년 9월 9일 스타필드 하남의 개점으로 시작하였고, 2016년 10월 28일에는 대한민국의 1세대 복합 쇼핑몰로 꼽히는 코엑스몰도 인수했다. 2017년 8월 24일에는 동산동에 3호점인 스타필드 고양을 개점하였다. 3호점인 고양점은 유아, 아동, 남성을 위한 체험형 콘텐츠를 대폭 늘려 개장하는 도전을 하였다. 아동을 위한 체험시설과 남성들이 즐길 수 있는 엔터테인먼트 공간을 비롯해 식음, 서비스 등 즐길거리 콘텐츠 비중을 매장 전체면적의 약 30%까지 확대한 것이다. 이러한 시도는 매장에 머무는 시간이 매장에서의 소비 비용과 정확하게 비례한다는 미국의 소비심리 분석가 파코 언더힐의 연구를 근거로, 대한민국의 쇼핑몰 중 가장 긴 고객 체류 시간을 목표로 하기 때문이다. 앞으로 마곡, 청라, 창원, 김포점의 오픈이 예정되어있다. 신세계 그룹은 프리미엄 아울렛과 함께 변화한 쇼핑 시장을 공략한다는 계획이다.
그러나 2019년부터 쇼핑몰에 대한 규제 강화가 예정되어 있어 계획에 차질이 생길 전망이다. 대한민국 정부와 정치계가 추진 중인 유통산업발전법 개정안은 1.월 2회 의무휴업 확대. 2.전통시장 인근 유통시설 출점 원천봉쇄. 3.출점 시 인접 지자체와 합의 등의 내용을 담고 있다. 사례로는 창원시에 들어설 스타필드 창원은 개장이 확정되었음에도 지역 정치권과 중소상인연합의 반발이 있어 난항이 예상되는 상황이다.
2021년 9월 14일, 김포시는 신세계프라퍼티와 걸포4지구도시개발사업지구 <김포시 운양동 218번> 일대에 초대형복합커뮤니티시설 <스타필드>을 2026년 준공을 목표로 업무협약 MOU를 체결하였다. (관련기사 https://www.ajunews.com/view/20210914112823000)
김포시 운양동 218번 일대에 계획된 스타필드 개발 부지는 66365m²로 하남, 청라(계획), 고양, 안성 스타필드 규모에 이어 다섯번째로 큰 면적이다.

## 스타필드 시티
신세계그룹이 선보이는 새로운 라이프스타일 몰로, 기존 초대형 복합쇼핑몰인 스타필드에 비해 지역 특성에 맞춰 부지 규모가 작은 매장에 적용하는 서브 브랜드다.
작은 일상의 경험에서 얻는 행복의 가치를 추구 한다.
쇼핑, 문화, 휴식까지 삶에 필요한 모든 것을 전문가들과 섬세하게 선별한 라이프스타일 콘텐츠를 비롯해 동네에 필요한 편의시설을 갖추고 이를 바탕으로 새로운 형태의 도심형 라이프 스타일 쇼핑몰을 지향하고 있다.

## 멤버스
등록을 해야만 신세계포인트로 적립할 수 있지만, 일부매장은 적립이 되지 않는다.

## 계획 중인 점포
- 스타필드 창원점[3](2026년 예정)
- 스타필드 청라점 (2027년 예정)
- 스타필드 동서울점
- 스타필드 화성점
- 스타필드 김포점
- 그랜드 스타필드 광주 (2028~30년 예정)